# Coll de la Creu
El Coll de la Creu és una collada dels contraforts nord-orientals del Massís del Canigó, a 689,5 metres d'altitud, del terme comunal de Clarà i Villerac, a la comarca del Conflent, de la Catalunya del Nord.
Està situat a la zona central del terme de Clarà i Villerac, a la carena que separa la vall de Clarà, o del Lliscó, de la de Villerac a la zona del Clot de Pomers, on hi ha les restes del Castell de Sant Esteve de Pomers i l'església del mateix nom. És a llevant del poble de Clarà i a ponent del castell i església esmentats.